# Marcazi
Marcazi (em persa: مرکزی; romaniz.: Markazī) é uma província do Irã sediada em Araque. Tem 29 127 quilômetros quadrados e segundo censo de 2019, havia 1 467 000 residentes. Se divide em 12 condados.